# Kurihundi, Nanjangud
Kurihundi là một làng thuộc tehsil Nanjangud, huyện Mysore, bang Karnataka, Ấn Độ.